# 三描礼士山脉
三描礼士山脉是菲律宾吕宋岛西部的一座山脉，分隔吕宋中部的平原和南中国海，最南处达到巴丹半岛，包围马尼拉湾。
皮纳图博火山是山脉上的一座活火山，曾于1991年6月12日爆发，是20世纪第二猛烈的一次火山爆发。
15°41′N 120°05′E / 15.683°N 120.083°E